# Administracja Projektów Robót Publicznych
Administracja Projektów Robót Publicznych (ang. Works Project Administration) – federalna agencja pomocy osobom bezrobotnym funkcjonująca jako część programu New Deal.

## Opis
Instytucja została powołana do życia na podstawie Emergency Relief Appropriation Act (Ustawa o nadzwyczajnych kredytach pomocy) z 1935. Inicjatorzy: Harold Lekes i Harry Hopkins planowali objąć zatrudnieniem około 3,5 miliona robotników. Przewidywano, że uzyskane przez nich pensje przyczynią się do zwiększenia popytu i ożywienia gospodarczego. Do 1941 zatrudniono 8 milionów pracowników, co stanowiło 20% ogólnej siły roboczej. W ramach robót publicznych budowano: boiska, lotniska, szkoły, szpitale, regulowano rzeki. Instytucja prowadziła też walkę z analfabetyzmem.